# Titularbistum Busiris
Busiris (italienisch Busiri) ist ein Titularbistum der römisch-katholischen Kirche. 
Die antike Stadt mit dem griechischen Namen Busiris und einem ehemaligen Bischofssitz liegt im Nildelta Ägyptens und trägt heute den Namen Abu Sir Bana.
| Titularbischöfe von Busiris |                                    |                                                                     |                   |                   |
| Nr.                         | Name                               | Amt                                                                 | von               | bis               |
| 1                           | Alexander Chulaparambil            | Apostolischer Vikar von Kottayam (Syro-malabarische Kirche, Indien) | 16. Juli 1914     | 21. Dezember 1923 |
| 2                           | Celestino Annibale Cattaneo OFMCap | Apostolischer Vikar von Eritrea                                     | 30. März 1925     | 3. März 1936      |
| 3                           | Ignatius Arnoz MHM                 | Apostolischer Vikar von Bulawayo (Simbabwe)                         | 13. April 1937    | 26. Februar 1950  |
| 4                           | Johannes von Rudloff               | Weihbischof in Osnabrück (Deutschland)                              | 8. April 1950     | 26. Juni 1978     |
| 5                           | Theodor Kettmann                   | Weihbischof in Osnabrück (Deutschland)                              | 27. November 1978 |                   |